# عصب سنخي سفلي

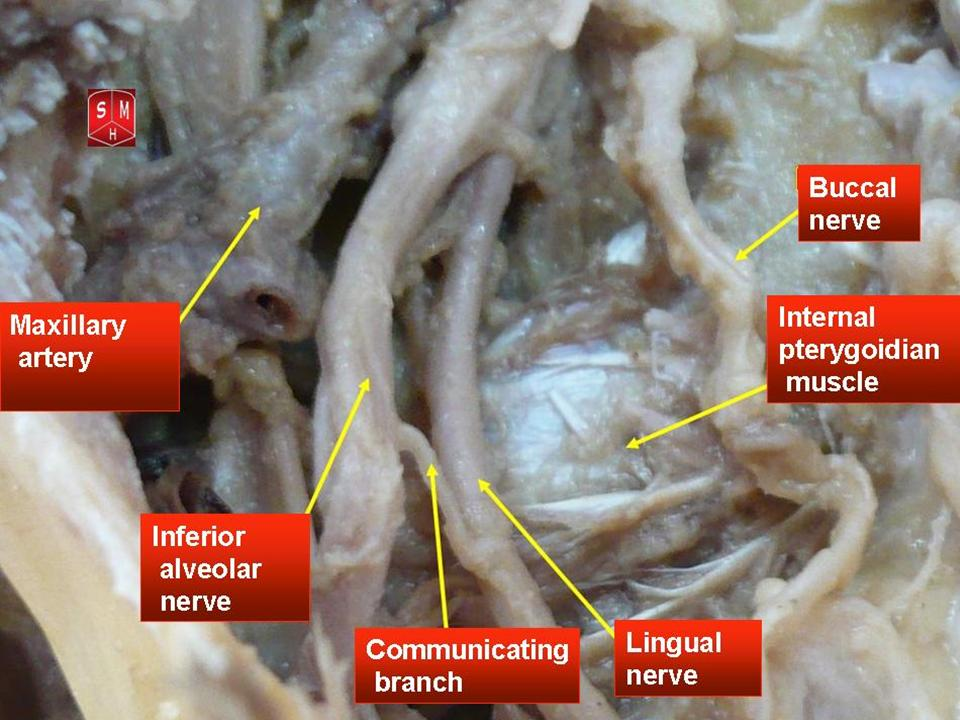
العصب السنخي السفلي

العصب السنخي السفلي (بالإنجليزية: Inferior Alveolar Nerve)‏ يُسمى أحيانًا العصب السفلي للأسنان، هو فرع من العصب الفكي السفلي، والذي هو في حد ذاته الفرع الثالث من عصب ثلاثي التوائم، توفر الأعصاب السنخية السفلية الإحساس للأسنان السفلية.

## الهيكل
العصب السنخي السفلي هو فرع من ال عصب فكي سفلي، بعد التفرع من العصب الفك السفلي، ينتقل العصب السنخي السفلي إلى أسفل العضلة الجناحية الوحشية، ويعطي تفرعًا اخر، عصب فكي لامي، ثم يدخل في ثقبة الفك السفلية،:543 بينما في الثقب الفكي السفلي يزود الأسنان السفلية (الأضراس والأسنان الضاحكة الثانية) بفروع حسية «جهاز إحساس» تتشكل في الضفيرة سنية سفلية، وويخرج في أعصاب اللثة والأسنان الصغيرة.
من الناحية الأمامية، يخرج العصب الذقني من عند مستوى الطواحن الثانية من الفك السفلي، الذي يخرج من الفك السفلي عبر ثقبة عقلية ويوفر الفروع الحسية للذقن والشفة السفلى، يستمر العصب السنخي السفلي في الأمام كأنه عصب فكي حاد لتقوية الأنياب وقواطع الفك السفلي.

### الاختلاف والتغيير
في حالات نادرة، قد يكون العصب السنخي السفلي مشقوق إلى نصفين، وفي هذه الحالة توجد الثقبة الفك السفلي الثانية، والتي تكون أقل من المستوى الطبيعي، ويمكن اكتشافها من خلال ملاحظة قناة الفك السفلي المضاعفة على صورة شعاعية.

## الوظيفة
تزوّد الأعصاب السنخية السفلية الإحساس بالأسنان السفلية،:519 وعن طريق العصب العقلي، تثير الإحساس بالذقن والشفة السفلى، العصب الفكي اللامي هو العصب الحركي الذي يزود عضلة ضرسية لامية عضلة ذات بطنين.

## الأهمية السريرية

### الإصابة
تحدث الإصابة العصبية السفلية بشكل شائع أثناء الجراحة، بما في ذلك أسنان العقلية، وزراعة الأسنان في علاج قناة الجذر الفك السفلي حيث تكون جذور الأسنان قريبة من قناة العصب، في الحقن المخدرة الموضعية العميقة في الأسنان أو جراحة الفك، ترتبط الإصابات وكسور الفك السفلي ذات الصلة أيضًا بإصابات العصب السنخي السفلي.
ترتبط إصابات العصب الثلاثي التوائم بالتخدير والألم والإحساس المتغير وعادة ما تكون مزيجًا من الثلاثة، هذا يمكن أن يؤدي إلى انخفاض كبير في جودة الحياة مع صعوبات وظيفية وتأثير نفسي.
الشائع ما يكون الخطر المرتبط بجراحة أضراس العقل 2% مؤقتًا و 0.2% بشكل دائم، ومع ذلك، فإن تقييم المخاطر هذا ليس ملموسًا حيث يتم ذكر المصدر نفسه [بحاجة لمصدر] لتخدير العصب اللساني، تم توثيقه جيدًا أن إصابة العصب السنخي السفلي هي أكثر شيوعًا من إصابة العصب اللساني،[بحاجة لمصدر] تختلف نسبة الإصابة بشكل كبير في الدراسات المختلفة، علاوة على ذلك، هناك العديد من العوامل التي تؤثر على حدوث إصابة العصب، على سبيل المثال، تكون نسبة حدوث إصابة العصب عند المراهقين الذين يقومون بإزالة الأضراس الثالثة أقل بكثير من الإصابة في المرضى الذين يبلغ عمرهم 25 عامًا أو أكبر، يزيد هذا الخطر بمقدار 10 أضعاف إذا كانت السن قريبة من قناة الأسنان السفلية التي تحتوي على العصب السنخي السفلي (كما هو محدد في صورة الأشعة السنية)، يمكن تقييم أضراس العقل عالية الخطورة هذه باستخدام التصوير المقطعي المحوري المقطعي لتقييم وتخطيط الجراحة لتقليل إصابة العصب عن طريق الاستخراج الدقيق أو إجراء عملية استئصال الشرايين لدى المرضى الأصحاء الذين لديهم أسنان صحية.
إن خطر إصابة العصب فيما يتعلق بزراعة أسنان الفك السفلي غير معروف ولكنه خطر يتطلب تحذير المرضى منه، في حالة حدوث أي إصابة يجي أن يكون هانك علاج عاجل، إن إصابة الأعصاب الخطرة فيما يتعلق بالحقن العميقة للأسنان لديها خطر الإصابة في حوالي 1: 14000 مع استمرارها بنسبة 25%،[بحاجة لمصدر] يجب أن تعطى التحذيرات الروتينية حول هذه الإصابات قبل الجراحة.

### التخدير
أثناء عمليات طب الأسنان، قد يتم تطبيق إحصار عصبية الموضعية، يتم حقن المخدر بالقرب من الثقبة الفك السفلي لسد العصب السنخي السفلي والعصب اللساني، هذا يسبب فقدان الإحساس على نفس جانب الإحصار من أجل:
- الأسنان (إحصار العصب السنخي السفلي)
- الشفة السفلى والذقن (إحصار العصب ذقني)
- ثلثي اللسان الأمامية (إحصار العصب اللساني).

وجدت الدراسات أن الأدوية عن طريق الفم من مضادات الالتهاب غير الستيروئيدية التي اتخذت قبل إجراء الأسنان يزيد من فعالية التخدير في المرضى الذين يعانون من التهاب اللب اللا رجعة فيه.

## صور إضافية

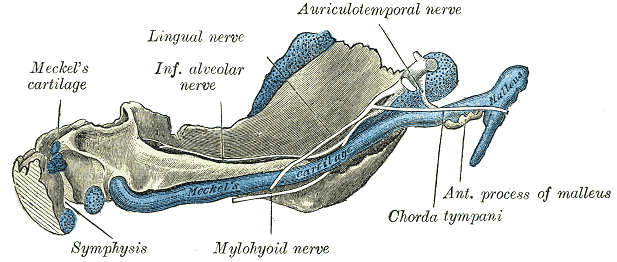
الفك السفلي من الجنين البشري 95 مم. الجانب الداخلي. نواة الغضروف المرقط.
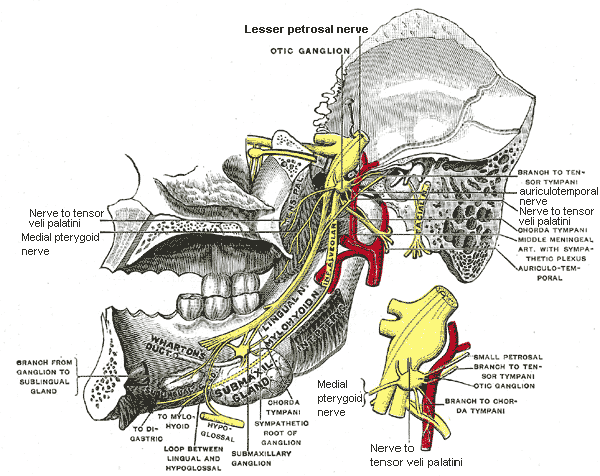
انقسام الفك السفلي للعصب الثلاثي التوائم، وهو ما يُرى من الخط الأوسط.
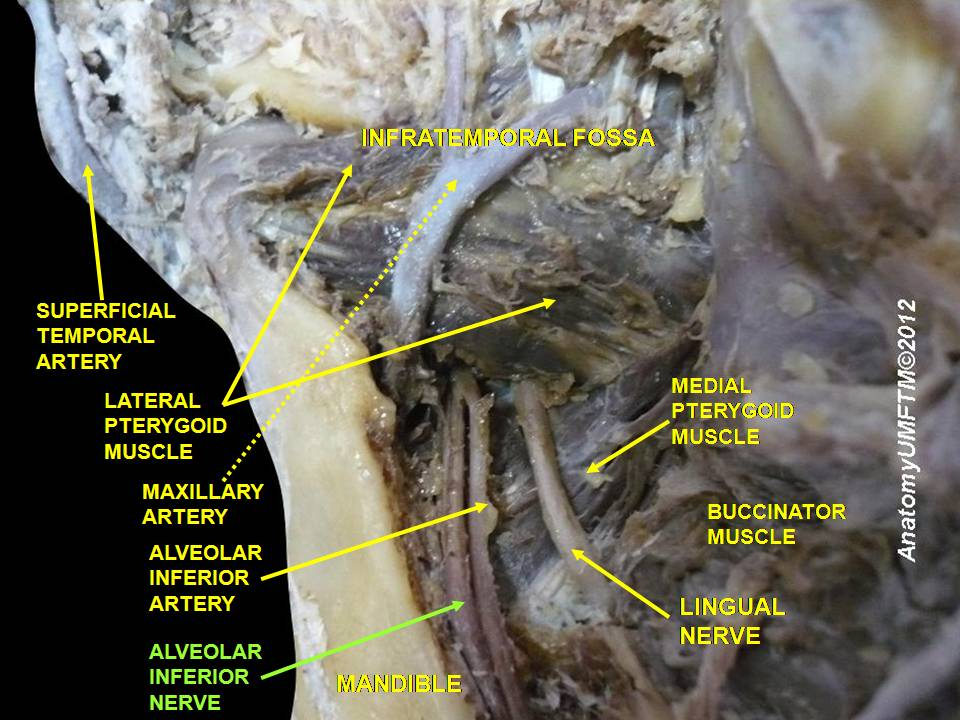
العصب السنخي السفلي
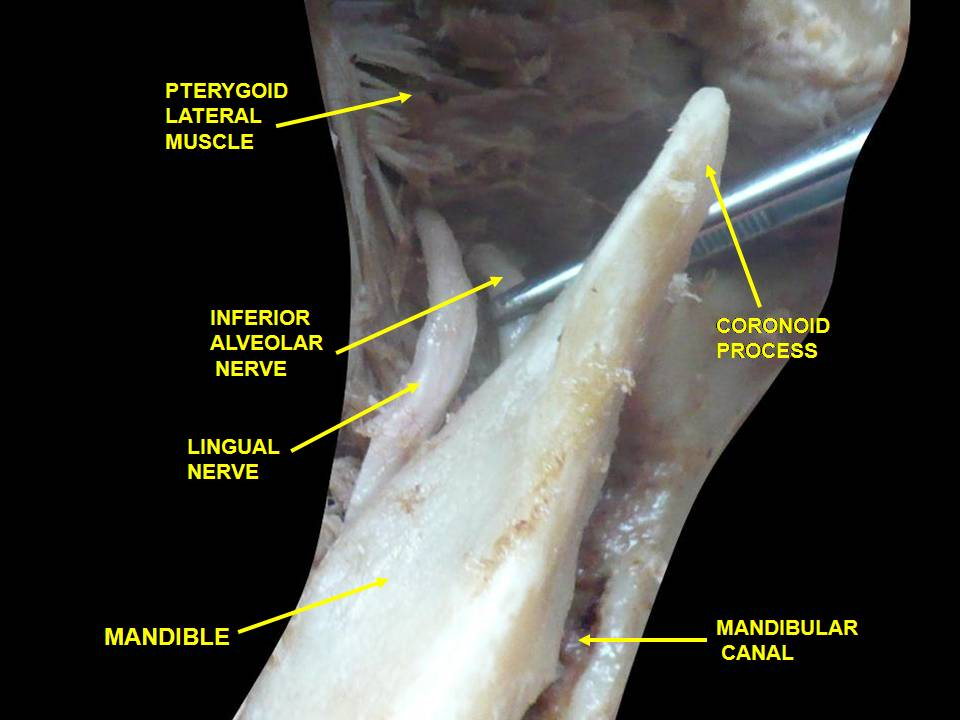
الفك العصبي والعظم. تشريح عميق. عرض الأمامي.
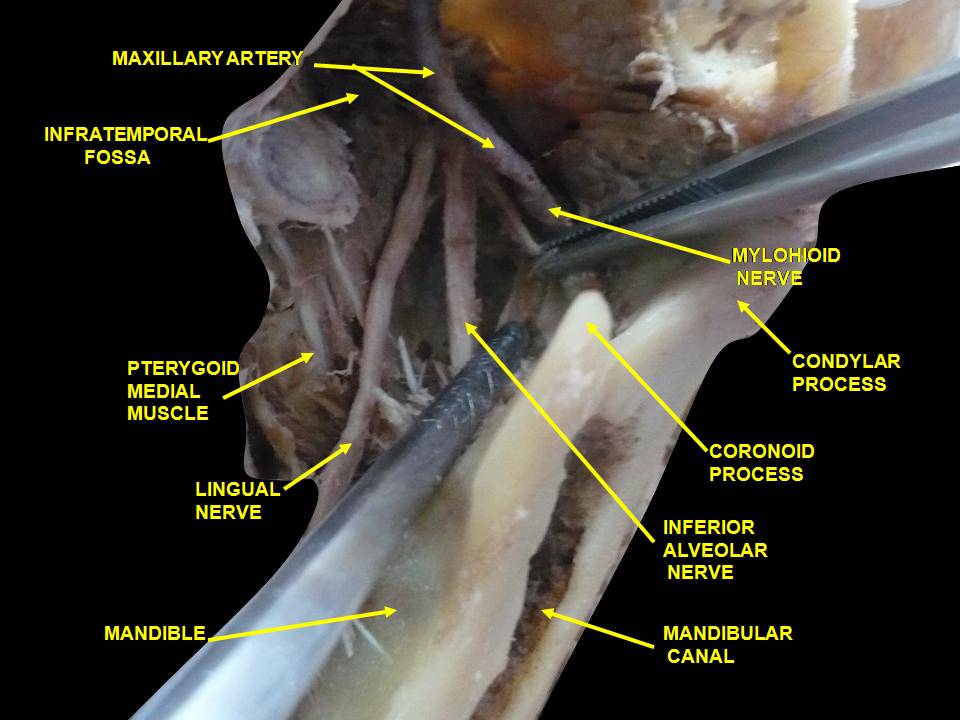
الحفرة تحت الصدغي. العصب السنخي اللساني السفلي. تشريح عميق. عرض الأمامي الخلفي

## وصلات خارجية
- شكل تشريحي: 27:03-06 على موقع مركز سوني دونستات الطبي (تشريح بشري عبر الإنترنت).
- GrossAnatomy/h_n/cn/cn1/cnb3.htm في موقع (MedEd) التابع لجامعة لويولا.
- درسٌ تشريحي حول lesson4 مُعدٌ بواسطة ويسلي نورمان (جامعة جورجتاون).mandibularnerve
- درسٌ تشريحي حول cranialnerves مُعدٌ بواسطة ويسلي نورمان (جامعة جورجتاون).V